# Villers-le-Sec, Aisne

Villers-le-Sec este o comună în departamentul Aisne din nordul Franței. În 1 ianuarie 2022 avea o populație de 256 de locuitori.